# Wilfried Scheutz
Pour les articles homonymes, voir Scheutz.
 (juillet 2017).
Si vous disposez d'ouvrages ou d'articles de référence ou si vous connaissez des sites web de qualité traitant du thème abordé ici, merci de compléter l'article en donnant les références utiles à sa vérifiabilité et en les liant à la section « Notes et références ».
Wilfried Scheutz dit Wilfried, né le 24 juin 1950 à Bad Goisern am Hallstättersee (Haute-Autriche) et mort le 16 juillet 2017 à Lilienfeld (Basse-Autriche), est un chanteur autrichien.

## Biographie
À 19 ans, Wilfried Scheutz arrive à Graz pour étudier. Quelques années plus tard, il commence sa carrière musicale. En 1973, il sort Ziwui Ziwui, une interprétation rock d'un air populaire d'Innsbruck. Avec ce titre et aussi une version hard rock du Kufsteinlied (de), on le considère comme un pionnier de la Neue Volksmusik. Cependant, son style est vaste, allant du blues au rock en passant par la chanson pop. Ses plus grands succès dans les années 1970 et 1980 comme Lauf Hase, lauf font de lui un représentant de l'Austropop.
De 1978 à mi-1979, Wilfried Scheutzest est le chanteur du groupe Erste Allgemeine Verunsicherung. Il participe à l'enregistrement de son premier album 1. Allgemeine Verunsicherung et à la tournée.
En 1988, il représente l'Autriche au Concours Eurovision de la chanson avec le titre Lisa Mona Lisa. Il finit dernier à la 21e place avec zéro point. Par ailleurs, il accepte des rôles au cinéma et à la télévision comme dans la série Die Leute von St. Benedikt.
En 1996, il fonde le groupe a cappella 4Xang (de). Au début de l'été 2000 commence la tournée pour Jubel, Trubel, Heiserkeit à l'occasion de ses 50 ans. La première a lieu à Bad Ischl, comme à son habitude, car c'est ici que Wilfried a fait ses premières scènes. En 2010, le groupe se sépare. Il donne son dernier concert à Pressbaum, pour le 60e anniversaire du chanteur.
Il venait de reprendre une carrière solo sous son nom complet qu'il consacre dans un premier temps à la musique blues. En 2009, il fonde la formation jazz Fathers'n'Sons. Début 2011, il crée avec son fils Hanibal, le contrebassiste du groupe soul 5/8erl in Ehr’n (de), le groupe de rock Neue Band. Ce groupe reprend les succès de Wilfried Scheutz dans le nouvel arrangement qu'il a composé. Le premier concert est donné en juin 2011 au Graz Festival City. En novembre 2012, il publie en même temps Tralala, album de Neue Band, et un Best of 1974-1992.

## Discographie

### Albums
- 1974: The Crazy Baby
- 1979: Nights In The City
- 1980: Make Up
- 1981: Ganz Normal
- 1982: Wunschkonzert
- 1983: Ja
- 1984: Sehr sehr arg
- 1985: Ganz oder gar net
- 1986: Nachts in der City - Live
- 1987: Leicht
- 1988: Feuer auf dem Dach
- 1990: Berg und Tal
- 1990: Der weiche Kern
- 1992: Gemma!
- 1994: Katerfrühstück feat. Wilfried
- 2012: Tralalala
- 2013: Wieder da! Das Live Album

### Singles
- 1973: Mary, Oh Mary
- 1973: Ziwui, Ziwui
- 1973: Woodpecker's Music
- 1974: `s Katherl
- 1974: Go, Go, Go
- 1975: Country Blues
- 1976: Neonliacht Maria
- 1976: Dobermann
- 1976: Teifi eini - Tieifi aussi
- 1977: Tanz, Franz!
- 1978: Hey Big Brother
- 1978: Nights In The City
- 1978: Johnny's Discothek
- 1979: In The Middle Of The Night
- 1980: I've Got To Have A Reggae On My LP
- 1980: Telephone Terror
- 1980: I'm In
- 1981: Highdelbeeren
- 1981: Buhuhuhu hu
- 1981: Ich hab' zuviel Power
- 1981: Keiner liebt dich
- 1982: Orange
- 1983: Lass mi bei dir sein
- 1983: Mir san alle froh (Alles leiwand)
- 1984: I Like Donnerstag
- 1984: Weit, so weit
- 1984: Wudu
- 1985: Südwind
- 1985: Masqumje
- 1985: Nix hat Nagel
- 1986: Nachts in der City
- 1986: Morgenstern
- 1987: Leicht
- 1987: Ikarus
- 1988: Lisa Mona Lisa
- 1988: Gratuliere Österreich
- 1988: Nur noch mit dir
- 1989: Musique, mon amour
- 1990: Ebensee
- 1990: Sag warum